# Rhagovelia
Rhagovelia is een geslacht van wantsen uit de familie beeklopers (Veliidae). Het geslacht werd voor het eerst wetenschappelijk beschreven door Gustav Mayr in 1865.

## Soorten
Het genus bevat de volgende soorten:

- Rhagovelia abalienata Hoberlandt, 1951
- Rhagovelia aberrans Andersen, 1965
- Rhagovelia abra Nieser, Zettel & Chen, 1997
- Rhagovelia abrupta Gould, 1934
- Rhagovelia acapulcana Drake, 1953
- Rhagovelia accedens Drake, 1957
- Rhagovelia achna Nieser, Zettel & Chen, 1997
- Rhagovelia acuminata Bacon, 1956
- Rhagovelia adrienneaebrasili Poisson, 1945
- Rhagovelia aeneipes Haglund, 1895
- Rhagovelia aestiva J. Polhemus, 1980
- Rhagovelia agilis J. Polhemus, 1976
- Rhagovelia agra Drake, 1957
- Rhagovelia aguaclara Padilla-Gil, 2010
- Rhagovelia ainsliei Drake & Harris, 1933
- Rhagovelia aiuruoca Moreira & Ribeiro, 2009
- Rhagovelia akrita J. Polhemus in J. Polhemus & Reisen, 1976
- Rhagovelia amazonensis Gould, 1931
- Rhagovelia ambonensis Lundblad, 1936
- Rhagovelia ambra D. Polhemus & Andersen, 2015
- Rhagovelia amnica Lansbury, 1993
- Rhagovelia anderseni D. Polhemus, 1997
- Rhagovelia andringitrae D. Polhemus & Andersen, 2015
- Rhagovelia angulata D. Polhemus & Andersen, 2010
- Rhagovelia angustipes Uhler, 1894
- Rhagovelia antilleana D. Polhemus, 1997
- Rhagovelia antioquiae D. Polhemus, 1997
- Rhagovelia apuruaque Da Motta et al., 2018
- Rhagovelia aquacola D. Polhemus & Andersen, 2015
- Rhagovelia arcuata (J. Polhemus & Manzano, 1992)
- Rhagovelia arcuatus Polhemus & Manzano, 1992
- Rhagovelia armata (Burmeister, 1835)
- Rhagovelia atrispina J. Polhemus, 1977
- Rhagovelia aureospicata Lansbury, 1993
- Rhagovelia australica Kirkaldy, 1908
- Rhagovelia azulita Padilla-Gil, 2009
- Rhagovelia bacanensis J. Polhemus & D. Polhemus, 1988
- Rhagovelia baconi D. Polhemus, 1997
- Rhagovelia bakeri Bergroth, 1914
- Rhagovelia barbacoensis Padilla-Gil, 2015
- Rhagovelia batantana D. Polhemus & J. Polhemus, 2011
- Rhagovelia beangonyi Poisson, 1952
- Rhagovelia bicolana Zettel, 2014
- Rhagovelia bipennicillata Lundblad, 1936
- Rhagovelia biroi Lundblad, 1936
- Rhagovelia bisignata Bacon, 1948
- Rhagovelia blogiokommena Nieser & Chen, 1993
- Rhagovelia bocaina Moreira & Ribeiro, 2009
- Rhagovelia boliviana D. Polhemus, 1997
- Rhagovelia borneensis J. Polhemus & D. Polhemus, 1988
- Rhagovelia brincki D. Polhemus & Andersen, 2015
- Rhagovelia browni Lansbury, 1993
- Rhagovelia brunae Magalhães & Moreira in Magalhães et al., 2016
- Rhagovelia brunipes Zettel, 2006
- Rhagovelia buesaquensis Padilla-Gil, 2009
- Rhagovelia cachipai Padilla-Gil, 2011
- Rhagovelia caesia Lansbury, 1993
- Rhagovelia calcarea D. Polhemus & J. Polhemus, 2011
- Rhagovelia calcaris Drake & Harris, 1935
- Rhagovelia calceola Padilla-Gil, 2011
- Rhagovelia cali D. Polhemus, 1997
- Rhagovelia callida Drake & Harris, 1935
- Rhagovelia calopa Drake & Harris, 1927
- Rhagovelia camiguinana Zettel, 1996
- Rhagovelia canlaonensis Zettel, 1996
- Rhagovelia cardia Padilla-Gil, 2011
- Rhagovelia caribbeana D. Polhemus, 1997
- Rhagovelia carina Padilla-Gil, 2015
- Rhagovelia castanea Gould, 1931
- Rhagovelia catemaco D. Polhemus, 1997
- Rhagovelia cauca D. Polhemus, 1997
- Rhagovelia caunapi Padilla-Gil, 2015
- Rhagovelia celebensis J. Polhemus & D. Polhemus, 1988
- Rhagovelia cenizae Zettel, 2007
- Rhagovelia cephala Padilla-Gil, 2009
- Rhagovelia chac D. Polhemus & Chordas, 2010
- Rhagovelia chiapensis J. Polhemus, 1980
- Rhagovelia chiriqui D. Polhemus, 1997
- Rhagovelia christenseni J. Polhemus & D. Polhemus, 1988
- Rhagovelia chrysomalla Nieser & Chen, 1993
- Rhagovelia cimarrona Padilla-Gil, 2011
- Rhagovelia citata Drake, 1953
- Rhagovelia collaris (Burmeister, 1835)
- Rhagovelia colombiana (J. Polhemus & Manzano, 1992)
- Rhagovelia colombianus Polhemus & Manzano, 1992
- Rhagovelia compacta D. Polhemus & Andersen, 2010
- Rhagovelia crassipes Champion, 1898
- Rhagovelia crinita Lansbury, 1993
- Rhagovelia cubana D. Polhemus, 1997
- Rhagovelia culebrana Drake & Maldonado-Capriles, 1952
- Rhagovelia cuspidis Drake & Harris, 1933
- Rhagovelia cylindros Nieser, Zettel & Chen, 1997
- Rhagovelia daktylophora Nieser & Chen, 1993
- Rhagovelia danpolhemi Moreira, Pacheco-Chaves & Cordeiro in Moreira et al., 2015
- Rhagovelia deigmena Padilla-Gil, 2009
- Rhagovelia deminuta Bacon, 1948
- Rhagovelia diabolica Poisson, 1951
- Rhagovelia dilatissima Sallier Dupin, 1976
- Rhagovelia divisoensis Padilla-Gil, 2012
- Rhagovelia dostali Zettel, 2009
- Rhagovelia doveri Lundblad, 1933
- Rhagovelia drakei D. Polhemus, 1997
- Rhagovelia elegans Uhler, 1894
- Rhagovelia enckelli D. Polhemus & Andersen, 2015
- Rhagovelia ephydros (Drake & Van Doesburg, 1966)
- Rhagovelia equatoria D. Polhemus, 1997
- Rhagovelia equatoria Polhemus, 1997
- Rhagovelia espriella Padilla-Gil, 2011
- Rhagovelia estrella Zettel, 1994
- Rhagovelia evidis Bacon, 1948
- Rhagovelia faratsihoi D. Polhemus & Andersen, 2015
- Rhagovelia femoralis Champion, 1898
- Rhagovelia femorata Dover, 1928
- Rhagovelia festae Kirkaldy, 1899
- Rhagovelia fischeri Zettel, 1999
- Rhagovelia fontanalis Bacon, 1948
- Rhagovelia formosa Bacon, 1956
- Rhagovelia froeschneri D. Polhemus, 1997
- Rhagovelia fulva Lansbury, 1993
- Rhagovelia gaigei Drake & Hussey, 1957
- Rhagovelia gastrotricha Padilla-Gil, 2011
- Rhagovelia gorgona Manzano, Nieser & Caicedo, 1995
- Rhagovelia graindli Zettel, 2012
- Rhagovelia grandis Padilla-Gil, 2011
- Rhagovelia grayi J. Polhemus & D. Polhemus, 1988
- Rhagovelia gregalis Drake & Harris, 1927
- Rhagovelia guentheri Zettel, 2007
- Rhagovelia guianana D. Polhemus, 1997
- Rhagovelia gyrista Nieser, Zettel & Chen, 1997
- Rhagovelia hambletoni Drake & Harris, 1933
- Rhagovelia hamdjahi J. Polhemus & D. Polhemus, 1988
- Rhagovelia heissi Zettel & Bongo, 2006
- Rhagovelia henryi D. Polhemus, 1997
- Rhagovelia herzogensis Lansbury, 1993
- Rhagovelia hirsuta Lansbury, 1993
- Rhagovelia hirtipes Drake & Harris, 1927
- Rhagovelia hirtipoides D. Polhemus, 1997
- Rhagovelia horaia Nieser & Chen, 1993
- Rhagovelia hovana Hoberlandt, 1941
- Rhagovelia huila Padilla-Gil, 2009
- Rhagovelia humboldti D. Polhemus, 1997
- Rhagovelia hutchinsoni Lundblad, 1933
- Rhagovelia hynesi Poisson, 1949
- Rhagovelia ignota Drake & Harris, 1933
- Rhagovelia imitatrix Bacon, 1948
- Rhagovelia impensa Bacon, 1956
- Rhagovelia imperatrix Padilla-Gil, 2011
- Rhagovelia incognita J. Polhemus & D. Polhemus, 1988
- Rhagovelia inexpectata Zettel, 2000
- Rhagovelia ingleae Zettel, 2012
- Rhagovelia itatiaiana Drake, 1953
- Rhagovelia itremoi Poisson, 1952
- Rhagovelia jagua Padilla-Gil, 2015
- Rhagovelia jaliscoana D. Polhemus, 1997
- Rhagovelia janeira Drake, 1953
- Rhagovelia johnpolhemi D. Polhemus, 1997
- Rhagovelia jubata Bacon, 1948
- Rhagovelia kalami Nieser & Chen, 1993
- Rhagovelia kararao Burguez Floriano & Moreira, 2015
- Rhagovelia karunaratnei J. Polhemus, 1979
- Rhagovelia kastanoparuphe Nieser & Chen, 1993
- Rhagovelia kmenti Magalhães & Moreira, 2019
- Rhagovelia krama Nieser, Zettel & Chen, 1997
- Rhagovelia lansburyi Zettel, 1995
- Rhagovelia leyteensis Zettel, 1996
- Rhagovelia linnavuorii Sallier Dupin, 1979
- Rhagovelia longipes Gould, 1931
- Rhagovelia lorelinduana J. Polhemus & D. Polhemus, 1988
- Rhagovelia lucida Gould, 1931
- Rhagovelia lugubris Lundblad, 1933
- Rhagovelia luzonica Lundblad, 1937
- Rhagovelia macarena D. Polhemus, 1997
- Rhagovelia macta Drake & Carvalho, 1955
- Rhagovelia maculata Distant, 1903
- Rhagovelia madagascariensis Hoberlandt, 1941
- Rhagovelia madari Hoberlandt, 1941
- Rhagovelia madecassa D. Polhemus & Andersen, 2010
- Rhagovelia magdalena Padilla-Gil, 2011
- Rhagovelia malkini D. Polhemus, 1997
- Rhagovelia manamboloi Poisson, 1952
- Rhagovelia manankazo D. Polhemus & Andersen, 2010
- Rhagovelia mancinii Poisson, 1955
- Rhagovelia mandraka D. Polhemus & Andersen, 2015
- Rhagovelia manga D. Polhemus & Andersen, 2015
- Rhagovelia mangaratiba Moreira, Barbosa & Ribeiro, 2012
- Rhagovelia mangle Moreira, Nessimian & Rúdio in Moreira et al., 2010
- Rhagovelia manzanoi D. Polhemus, 1997
- Rhagovelia marinduquensis Zettel, 2012
- Rhagovelia maya D. Polhemus, 1997
- Rhagovelia meikdelyi J. Polhemus & D. Polhemus, 1988
- Rhagovelia melanopsis J. Polhemus & D. Polhemus, 1988
- Rhagovelia merga Bacon, 1956
- Rhagovelia milloti Poisson, 1948
- Rhagovelia minahasa J. Polhemus & D. Polhemus, 1988
- Rhagovelia minuta Lundblad, 1936
- Rhagovelia mira Drake & Harris, 1938
- Rhagovelia misoolana D. Polhemus & J. Polhemus, 2011
- Rhagovelia mixteca D. Polhemus, 1997
- Rhagovelia mocoa Padilla-Gil, 2015
- Rhagovelia modesta Bacon, 1956
- Rhagovelia mohelii Poisson, 1959
- Rhagovelia mondena D. Polhemus & Andersen, 2015
- Rhagovelia narinensis Padilla-Gil, 2011
- Rhagovelia negrosensis Zettel, 1995
- Rhagovelia nicolai Padilla-Gil, 2011
- Rhagovelia nieseri Zettel, 1995
- Rhagovelia nigra Hungerford, 1933
- Rhagovelia nigranota D. Polhemus & Chordas, 2003
- Rhagovelia nigranota Polhemus & Chordas, 2003
- Rhagovelia nitida Bacon, 1948
- Rhagovelia novacaledonica Lundblad, 1936
- Rhagovelia novahispaniae D. Polhemus, 1997
- Rhagovelia novana Drake, 1953
- Rhagovelia nuqui Molano, Morales & Moreira, 2018
- Rhagovelia oaxtepec D. Polhemus, 1997
- Rhagovelia obi J. Polhemus & D. Polhemus, 1988
- Rhagovelia occulcata Drake, 1959
- Rhagovelia ochra Nieser, Zettel & Chen, 1997
- Rhagovelia ochroischion Nieser & D. Polhemus, 1999
- Rhagovelia oporapa Padilla-Gil, 2009
- Rhagovelia orientalis Lundblad, 1937
- Rhagovelia orientaloides Zettel, 1995
- Rhagovelia origami D. Polhemus & Andersen, 2010
- Rhagovelia ornata Bacon, 1948
- Rhagovelia pacayana Drake & Carvalho, 1955
- Rhagovelia pacifica Padilla-Gil, 2011
- Rhagovelia palawanensis Zettel, 1994
- Rhagovelia palea Bacon, 1956
- Rhagovelia pallida Lundblad, 1936
- Rhagovelia panamensis D. Polhemus, 1997
- Rhagovelia panayensis Zettel, 1995
- Rhagovelia panda Drake & Harris, 1935
- Rhagovelia papuensis Lundblad, 1936
- Rhagovelia paulana Drake, 1953
- Rhagovelia pediformis Padilla-Gil, 2010
- Rhagovelia peggiae Kirkaldy, 1901
- Rhagovelia perfecta D. Polhemus, 1997
- Rhagovelia perija D. Polhemus, 1997
- Rhagovelia pexa Hoberlandt, 1941
- Rhagovelia phoretica D. Polhemus, 1995
- Rhagovelia pidaxa J. Polhemus & Herring, 1970
- Rhagovelia plana Drake & Harris, 1933
- Rhagovelia planipes Gould, 1931
- Rhagovelia plaumanni D. Polhemus, 1997
- Rhagovelia plumbea Uhler, 1894
- Rhagovelia plychona Nieser, Zettel & Chen, 1997
- Rhagovelia polymorpha Zettel & Tran, 2004
- Rhagovelia potamophila Zettel, 1996
- Rhagovelia priori Lansbury, 1993
- Rhagovelia problematica Zettel, 2006
- Rhagovelia pruinosa J. Polhemus & D. Polhemus, 1988
- Rhagovelia pseudocelebensis Nieser & Chen, 1993
- Rhagovelia pseudotijuca Moreira & Barbosa, 2011
- Rhagovelia pulchra Gould, 1931
- Rhagovelia quilichaensis Padilla-Gil, 2011
- Rhagovelia rajana D. Polhemus & J. Polhemus, 2011
- Rhagovelia ramphus Padilla-Gil, 2009
- Rhagovelia ranau J. Polhemus & D. Polhemus, 1988
- Rhagovelia ravana Kirkaldy, 1902
- Rhagovelia raymondi Zettel, 1995
- Rhagovelia reclusa D. Polhemus, 1997
- Rhagovelia regalis Drake & Harris, 1927
- Rhagovelia reitteri Reuter, 1882
- Rhagovelia relicta Gould, 1931
- Rhagovelia reuteri Hoberlandt, 1951
- Rhagovelia ridicula D. Polhemus, 1995
- Rhagovelia rigovae Zettel, 2012
- Rhagovelia rioana Drake, 1953
- Rhagovelia ripithes D. Polhemus, 1997
- Rhagovelia rivulosa J. Polhemus & D. Polhemus, 1985
- Rhagovelia robina Nieser & Chen, 1993
- Rhagovelia robusta Gould, 1931
- Rhagovelia roldani D. Polhemus, 1997
- Rhagovelia rosarensis Padilla-Gil, 2010
- Rhagovelia rosensis Padilla-Gil, 2011
- Rhagovelia rubra D. Polhemus, 1997
- Rhagovelia rudischuhi Zettel, 1993
- Rhagovelia rufescens Zettel, 2012
- Rhagovelia sabela J. Polhemus & D. Polhemus, 1988
- Rhagovelia sabrina Drake, 1958
- Rhagovelia sahabe D. Polhemus & Andersen, 2015
- Rhagovelia salawati D. Polhemus & J. Polhemus, 2011
- Rhagovelia salina (Champion, 1898)
- Rhagovelia sallyae Zettel, 2003
- Rhagovelia samardaca J. Polhemus & D. Polhemus, 1988
- Rhagovelia samarinda J. Polhemus & D. Polhemus, 1988
- Rhagovelia sandoka D. Polhemus & Andersen, 2015
- Rhagovelia saotomae (Sallier Dupin, 1976)
- Rhagovelia sarawakensis J. Polhemus & D. Polhemus, 1988
- Rhagovelia sbolos Nieser & D. Polhemus, 1999
- Rhagovelia scabra Bacon, 1956
- Rhagovelia schoedli Zettel, 1996
- Rhagovelia scitula Bacon, 1956
- Rhagovelia sculpturata D. Polhemus & Andersen, 2010
- Rhagovelia secluda Drake & Maldonado-Capriles, 1956
- Rhagovelia sehnali Buzzetti & Zettel, 2007
- Rhagovelia seychellensis Lundblad, 1936
- Rhagovelia seyferti Zettel, 1995
- Rhagovelia sibuyana Zettel, 1996
- Rhagovelia silau J. Polhemus & D. Polhemus, 1988
- Rhagovelia simulata J. Polhemus & D. Polhemus, 1988
- Rhagovelia singaporensis Yang & D. Polhemus, 1994
- Rhagovelia sinuata Gould, 1931
- Rhagovelia skoura Nieser, Zettel & Chen, 1997
- Rhagovelia solida Bacon, 1956
- Rhagovelia sondaica J. Polhemus & D. Polhemus, 1988
- Rhagovelia sooretama Moreira, Nessimian & Rúdio in Moreira et al., 2010
- Rhagovelia sorsogonensis Zettel, 2014
- Rhagovelia spinigera Champion, 1898
- Rhagovelia spinosa Gould, 1931
- Rhagovelia springerae Moreira, Pacheco-Chaves & Cordeiro in Moreira et al., 2015
- Rhagovelia starmuehlneri J. Polhemus, 1990
- Rhagovelia sterea Nieser, Zettel & Chen, 1997
- Rhagovelia stibea Drake, 1958
- Rhagovelia styx D. Polhemus & J. Polhemus, 2011
- Rhagovelia suarezensis D. Polhemus & Andersen, 2010
- Rhagovelia sulawesiana J. Polhemus & D. Polhemus, 1988
- Rhagovelia sumaldei Zettel, 2012
- Rhagovelia tablasensis Zettel, 1996
- Rhagovelia takona D. Polhemus & Andersen, 2015
- Rhagovelia tansiongcoi Zettel, 1995
- Rhagovelia tantilla Drake & Harris, 1933
- Rhagovelia tarahumara D. Polhemus, 1997
- Rhagovelia tawau J. Polhemus & D. Polhemus, 1988
- Rhagovelia tayloriella Kirkaldy, 1900
- Rhagovelia tebakang J. Polhemus & D. Polhemus, 1988
- Rhagovelia tenuipes Champion, 1898
- Rhagovelia teresa Moreira, Nessimian & Rúdio in Moreira et al., 2010
- Rhagovelia tesari Hoberlandt, 1941
- Rhagovelia thaumana Drake, 1958
- Rhagovelia thysanotos Lansbury, 1993
- Rhagovelia tijuca D. Polhemus, 1997
- Rhagovelia tintipan Molano, Morales & Moreira, 2018
- Rhagovelia torquata Bacon, 1948
- Rhagovelia torreyana Bacon, 1956
- Rhagovelia tozeur Baena, Nieser & Gallardo, 1994
- Rhagovelia traili (Buchanan-White, 1879)
- Rhagovelia transbintuni D. Polhemus & J. Polhemus, 2011
- Rhagovelia trepida Bacon, 1948
- Rhagovelia triangula Drake, 1953
- Rhagovelia trianguloides Nieser & D. Polhemus, 1999
- Rhagovelia trichota Nieser & Chen, 1993
- Rhagovelia trista Gould, 1931
- Rhagovelia tropidata Nieser & Chen, 1993
- Rhagovelia tsaratananae Poisson, 1952
- Rhagovelia tsecuri Padilla-Gil, 2009
- Rhagovelia tsouloufi Nieser, Zettel & Chen, 1997
- Rhagovelia turmalis Nieser & D. Polhemus, 1999
- Rhagovelia ullrichi Zettel, 2001
- Rhagovelia uncinata Champion, 1898
- Rhagovelia unica J. Polhemus & D. Polhemus, 1988
- Rhagovelia vaniniae Moreira, Nessimian & Rúdio in Moreira et al., 2010
- Rhagovelia vega Padilla-Gil, 2011
- Rhagovelia vegana Drake & Maldonado-Capriles, 1956
- Rhagovelia velocis Drake & Harris, 1935
- Rhagovelia venezuelana D. Polhemus, 1997
- Rhagovelia versuta Drake & Harris, 1935
- Rhagovelia victoria Padilla-Gil, 2012
- Rhagovelia viriosa Bacon, 1956
- Rhagovelia vivata Bacon, 1948
- Rhagovelia vonprahli Manzano, Nieser & Caicedo, 1995
- Rhagovelia wallacei J. Polhemus & D. Polhemus, 1988
- Rhagovelia wenzeli D. Polhemus & Andersen, 2015
- Rhagovelia whitei (Breddin, 1898)
- Rhagovelia williamsi Gould, 1931
- Rhagovelia yacuivana Drake, 1958
- Rhagovelia yangae Zettel & Tran, 2004
- Rhagovelia yanomamo D. Polhemus, 1997
- Rhagovelia zecai Moreira & Barbosa, 2014
- Rhagovelia zela Drake, 1959
- Rhagovelia zeteki Drake, 1953

Subgenus: Neorhagovelia Matsuda, 1956
- Rhagovelia andaman J. Polhemus, 1990
- Rhagovelia esakii Lundblad, 1937
- Rhagovelia hoogstraali Hungerford & Matsuda, 1961
- Rhagovelia minutissima Hungerford & Matsuda, 1961
- Rhagovelia nilgiriensis Thirumalai, 1994
- Rhagovelia polhemi Y. C. Gupta & Khandelwal, 2004
- Rhagovelia sumatrensis Lundblad, 1933
- Rhagovelia werneri Hungerford & Matsuda, 1961